# Gurjewsk-Nowyj
Gurjewsk-Nowyj (ros. Гурьевск-Новый) – stacja kolejowa w miejscowości Gurjewsk, w rejonie gurjewskim, w obwodzie królewieckim, w Rosji. Położona jest na linii Królewiec – Sowieck.

## Historia
Stacja powstała w okresie przynależności tych terenów do Niemiec.